# Luka Van den Keybus
Luka van den Keybus (né le 14 avril 1997) est un gymnaste artistique belge, capitaine de l'équipe nationale.

## Jeunesse
Luka Van den Keybus est né à Lokeren, en Belgique.
Il étudie la gestion d'entreprise à la Haute école spécialisée Artevelde à Gand.

## Carrière
Luka Van den Keybus a participé aux Jeux olympiques de la jeunesse de 2014 à Nanjing, en Chine. Il a terminé 9e de la finale du concours complet et a remporté une médaille d'argent à la barre fixe,.
Il a fait ses débuts internationaux seniors aux Jeux européens de 2015 à Bakou, en Azerbaïdjan. Il a participé à ces premiers Championnats d'Europe seniors en 2016 et à ses premiers Championnats du Monde en 2018.
Lors du Championnat d'Europe 2021 à Bâle, en Suisse, il s'est classé 15e de la finale du concours général avec un score de 79,065. Puis, aux Championnats du monde 2021 à Kitakyushu, au Japon, il s'est classé 16e de la finale du concours général avec un score de 81,265 , ce qui est le meilleur résultat pour un Belge dans l'histoire des championnats du monde.
Il a atteint une deuxième finale du concours général lors des Championnats du monde en 2022 à Liverpool. Il s'est classé 20e avec un score de 78,264.
Aux Championnats d'Europe 2023 à Mersin, en Turquie, il a terminé 18e de la finale du concours multiple avec un score de 79,099. La Belgique a également terminé 8e lors des qualifications par équipe et s'est qualifiée pour une équipe complète pour les Championnats du monde.
Il a été sélectionné pour les Championnats du monde 2023 à Anvers, en Belgique, à la suite de sa participation à plusieurs compétitions d'essai à Gand, en Belgique. Il a obtenu un score de 82,550 au concours général lors de la première de ces épreuves. Aux Championnats du monde, l'équipe belge n'a pas réussi à qualifier une équipe complète pour les Jeux olympiques d'été de 2024 après avoir terminé 15e avec un score de 245,095. Cependant, Luka Van den Keybus a pu se qualifier individuellement grâce à son résultat du concours général où il s'est classé 29e avec un score de 80,798. Au cours de cette compétition qualificative, il était initialement troisième réserve pour la finale du concours général mais après plusieurs abandons il est entré en finale et a terminé à la 21e place.